# Jim Berkland
Jim Berkland (ur. 31 lipca 1930, zm. 22 lipca 2016) – amerykański geolog, twórca teorii oddziaływania Księżyca i jego pozycji względem Ziemi ma wpływ na występowanie trzęsień Ziemi, spowodowanych wzmożonym przyciąganiem grawitacyjnym tego ciała niebieskiego. 

## Życiorys
Studiował geologię na Uniwersytecie Kalifornijskim w Berkeley. W 1958 roku otrzymał dyplom licencjacki „Bachelor of Arts”. Podczas studiów podyplomowych pracował dla United States Geological Survey. W 1964 roku objął stanowisko w United States Bureau of Reclamation. Po dalszych studiach podyplomowych w latach 1972–1973 był wykładowcą na stanowisku asystenta profesora na Appalachian State University w Karolinie Północnej. 
W 1973 roku został pierwszym geologiem hrabstwa Santa Clara w Kalifornii, gdzie rozpoczął badania na temat natury i częstotliwości trzęsień ziemi. Jego badania były ignorowane, do czasu gdy przewidział trzęsienie ziemi w Loma Prieta, które było 17 października 1989 roku, ale chwilowo został zwolniony ze stanowiska, a później przywrócony. Nadal kontynuował badania na trzęsieniami ziemi. Zmarł 22 lipca 2016 roku.

## Teoria Berklanda
Proces miałby przebiegać w sposób analogiczny do powstawania pływów morskich. Według teorii Berklanda siła przyciągania Księżyca miałaby podnosić tę część płyty litosfery, która wsuwa się pod drugą; w wyniku tego dochodzi do drgań skorupy ziemskiej, co skutkuje trzęsieniami ziemi.
Entuzjaści naukowca ocenili sprawdzalność jego prognoz na 80%. Przewidział trzęsienie Ziemi w Kalifornii w październiku 1983 roku, spodziewał się także wystąpienia dużego wstrząsu tuż po świętach Bożego Narodzenia 2004 roku, w czasie pełni księżyca.

## Zastosowanie teorii grawitacyjnej
Teorię pływów zastosował i opracował emerytowany nauczyciel z Łańcuta już od wczesnych lat młodości prowadził badania nad wpływem czynników grawitacyjnych księżyca na ruchy skorupy ziemskiej a swoje wyniki badań starał się przedstawić wielu naukowcom i elitom rządzącym w różnych ustrojach politycznych naszego kraju. Jednak świat naukowy nie skorzystał z nowatorskiego  podejścia Mariana Głuszka do zagadnień fizyki atmosfery. Pan Marian na rok wcześniej znał datę (26 grudnia 2004 r.) nadzwyczajnych zjawisk meteorologiczno-sejsmicznych w rejonie pasa równikowego, kiedy to tsunami zabiło 300 tysięcy ludzi. O to co sam mówi o tamtym wydarzeniu:

(…) W 2004 roku, kiedy spojrzałem w styczniu na sinusoidę Księżyca, wiedziałem, że 26 grudnia stanie się coś nadzwyczajnego na naszej planecie. Wniosek ten oparłem na nadzwyczajnym układzie zewnętrznych źródeł grawitacji. Chodziło o skrajne pozycje tychże, które się skumulowały aż w dziewięciu przypadkach. Mogłem tylko przypuszczać, że to nadzwyczajne zjawisko będzie miało miejsce w rejonie pasa równikowego. Niestety nie potrafiłem określić jaki będzie rodzaj tego wydarzenia, z powodu braku doświadczenia, ponieważ pierwszy raz, od kilkudziesięciu lat, spotkałem się z takim układem grawitacyjnym. Gdybym miał możność współpracy z najwybitniejszymi geofizykami, może udałoby mi się ocalić od śmierci 300 tys. ludzi u wybrzeży Oceanu Indyjskiego? Znałem tylko datę czegoś.

Badania jakie prowadzi z sukcesem do dziś udowadniają prawdziwość jego teorii względem pogody i zdarzeń sejsmicznych, a jego metoda jest prosta na tyle, iż każdy przeciętny człowiek jest w stanie przewidzieć pogodę z wielotygodniowym wyprzedzeniem.